# Société anonyme des Charbonnages de Patience et Beaujonc réunis

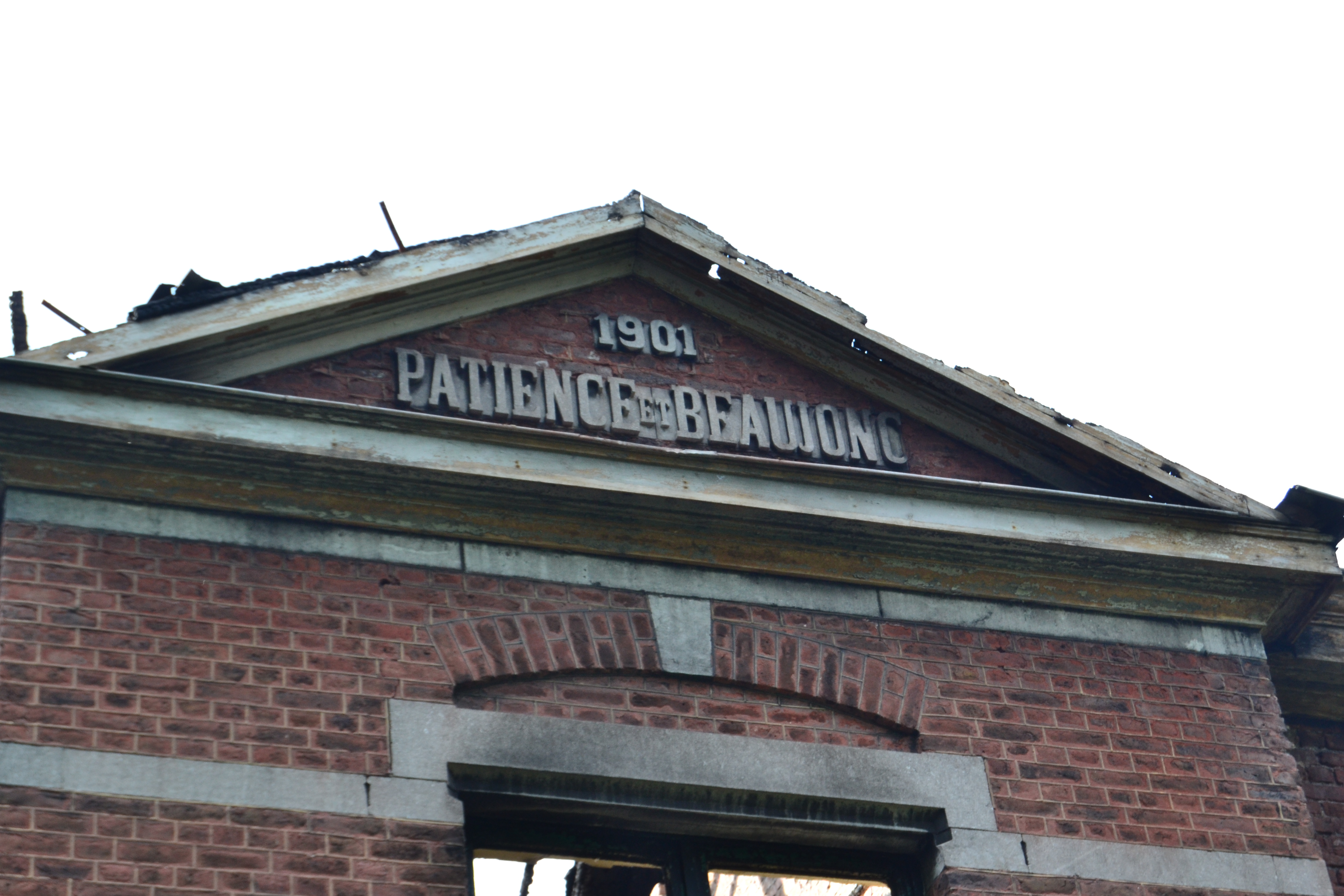
Fronton de l'ancien siège administratif à Saint-Nicolas, détruit début 2013

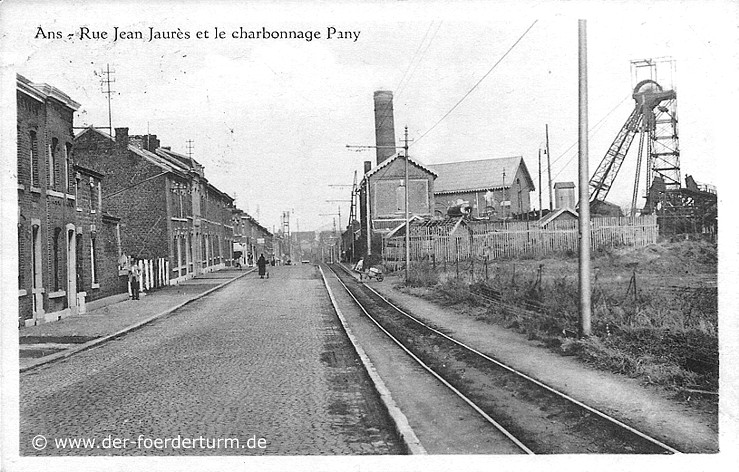
L'ancien siège Fanny à Ans, site de l'arrivée de Liège-Bastogne-Liège jusqu'en 2018. On aperçoit également l'ancienne voie de chemin de fer N°32

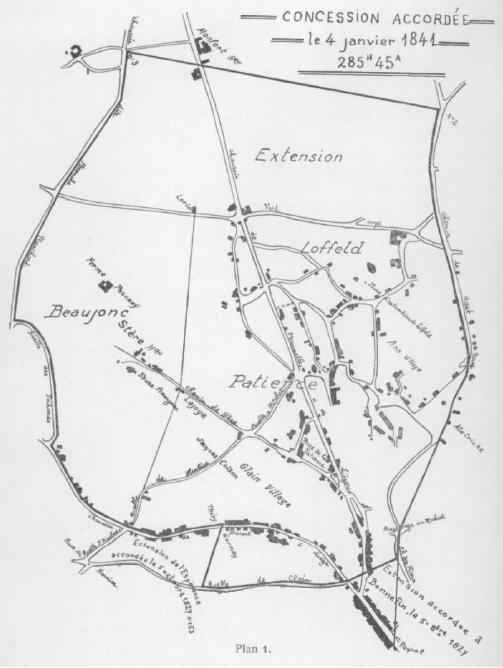
Plan de la concession Patience et Beaujonc de 1841. On reconnait le croisement formé par les 2 axes principaux, la route de Bruxelles (actuelles rues Walthère Jamar puis de l' Yser) et Visé-Voie (actuelle rue Jean-Jaurès et des Français). Le nord se situe en haut à droite sur la carte

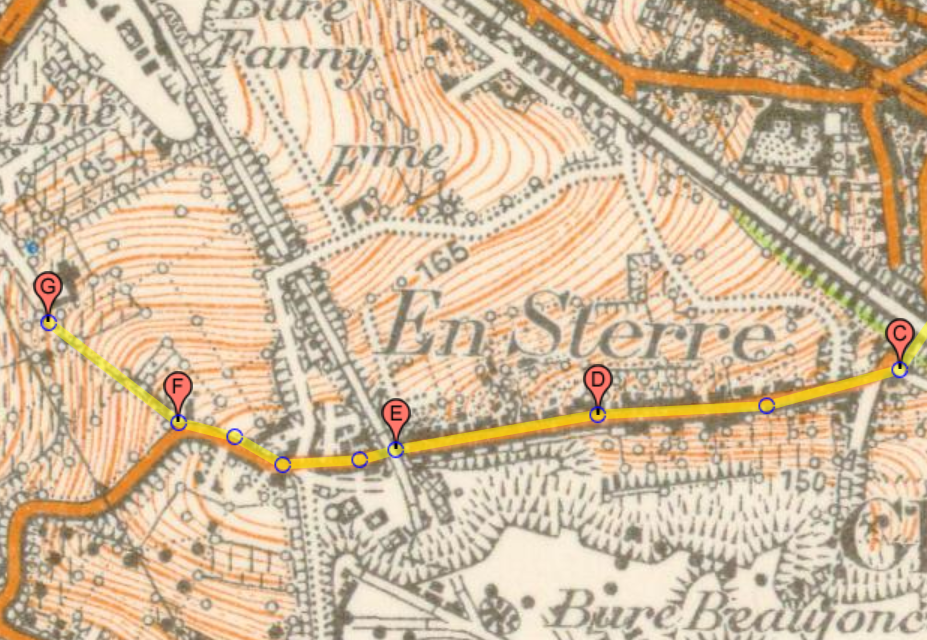
Le village de Ster (En Sterre) sur la carte topographique de 1950. La ligne jaune et les balises ajoutées indiquent la position du Chemin n° 19 qui formait l'axe dorsale de ce village de mineurs. En C, le pont sous le chemin de fer qui donnait accès au village. Il subsiste toujours. Toute la section entre C et E a été ensevelie sous le terril d'abord, et ensuite autoroute A602 et hôpital Mont Légia. A noter la ligne droite (plan incliné) entre la Bure Beaujonc et la Bure Fanny, par ou les berlinnes de charbon étaient treuillées jusque sur le plateau d'Ans.

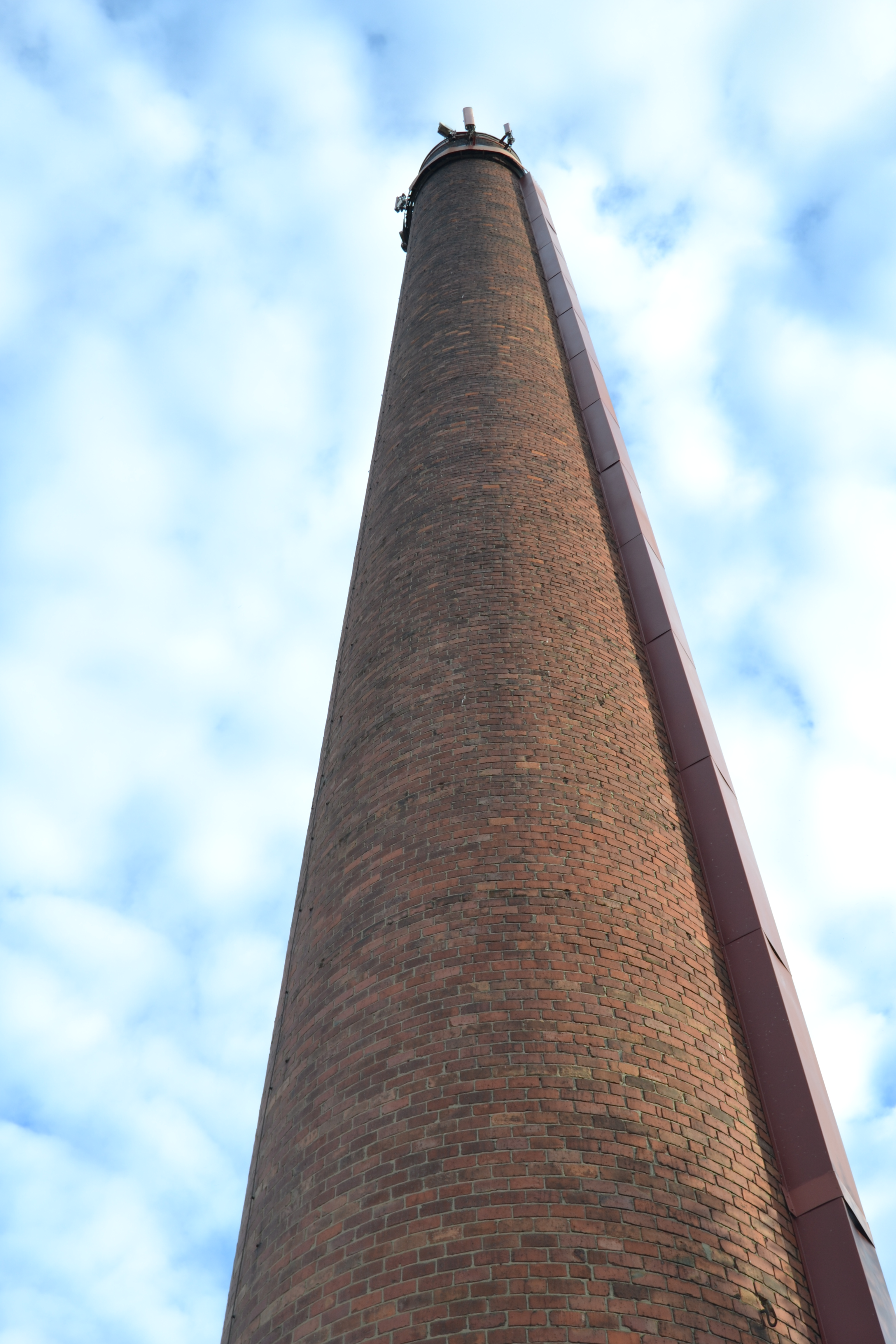
Cheminée de l'ancien puits du Bure aux Femmes en 2012, détruite en novembre 2014

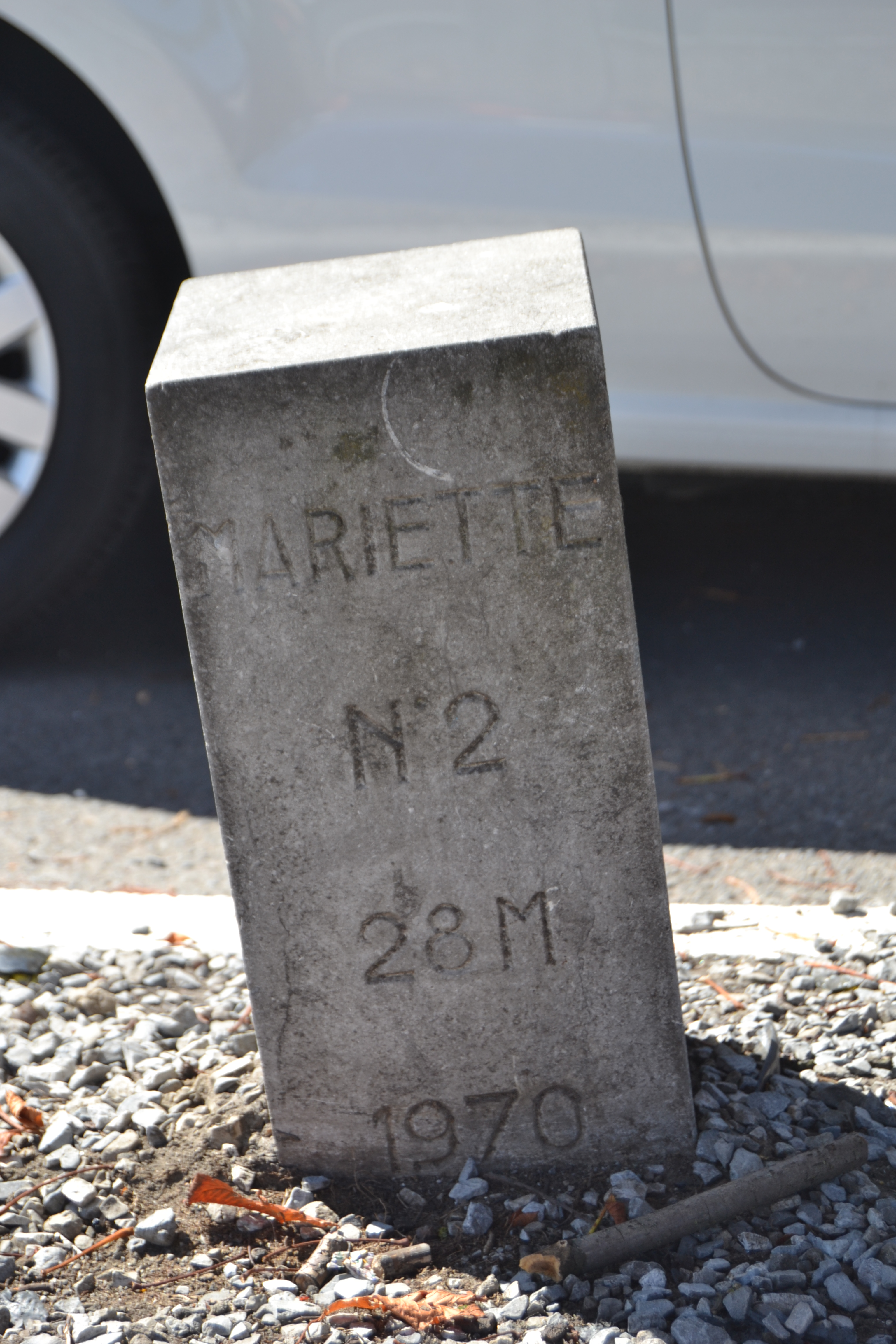
Tombe du puits Mariette 2 sur le site Fanny à Ans

La Société anonyme des Charbonnages de Patience et Beaujonc réunis est une ancienne société d'exploitation de charbonnages de la région belge de Liège. Sa concession d'activité se situait sur le territoire au nord-ouest du centre de la ville, sur les anciennes communes de Liège, Glain (dorénavant Liège), Saint-Nicolas et Ans,.
La concession se trouvait au nord et à l'est de celle des Charbonnages de l'Espérance et Bonne-Fortune, à l'ouest de celles des Charbonnages de Bonne-Fin et Bâneux, et au sud de celle de la Société anonyme des Charbonnages d'Ans et de Rocour.

## Histoire
La Société des Charbonnages de Patience et Beaujonc a été constituée par acte notarié le 29 juin 1839, sur base des sociétés plus anciennes Beaujonc (Glain, à l'ouest), Conquête et Patience (Ans bas, au sud-est) et enfin Loffeld (Ans haut, une quinzaine d'hectares, au nord-est). La concession fut reconnue 2 ans plus tard, et comprenait une nouvelle extension à l'ouest de Visé-Voie (les actuelles rue Jean Jaurès et rue des Français) qui fut essentiellement exploitée par le puits Fanny ouvert en 1894. La concession totalisait 285 ha et 45 a.
La société Beaujonc trouve ses origines dans des exploitations par des comparchonniers datant du XVIe siècle. Les bures de  Tricnotte et Beaujonc étaient exploitées fin du XVIIIe siècle par la compagnie de Lambert Colson[réf. souhaitée]. Cette dernière fut notamment le lieu d'une catastrophe le 28 février 1812, où Hubert Goffin s'illustra en sauvant des eaux quelque 70 mineurs, et fut le premier ouvrier à recevoir la Légion d'honneur (la région faisait alors partie du Premier Empire français). La société arrêta ses activités en 1817.
Conquête et Patience et Loffeld avaient les mêmes propriétaires (dont notamment les descendants de Jean Roland, créateur des Fontaines Roland), et étaient depuis un certain temps gérées conjointement. Elles comprenaient au début du XIXe siècle les bures de Patience, Mamonster, Renard, Chayecotte dite delle fontaine et de Loffeld. Les propriétaires choisirent d'approfondir en particulier ce dernier en 1828, et qui reçut en 1836 une belle-fleur et une machine à vapeur pour actionner les pompes d'exhaure. Le puits fut cependant abandonné en 1847.
La société se transforma en société anonyme le 19 avril 1860.
La concession étant située sur le bassin versant de la Légia, la société fut longtemps en conflit avec les administrations des mines pour l'exhaure des galeries, et avec la ville de Liège pour la gestion des areines, les eaux de la concession alimentant notamment 3 des 4 areines franches de la ville, soit Val Saint-Lambert, de la Cité et de Messire Douffet.
Trois sites d'exploitations furent actifs au XXe siècle : Beaujonc (Ans, fermé en 1929), Fanny (Ans, fermé en 1942), et le Bure aux Femmes (Glain, fermé en 1969). Il existait un plan incliné entre la Bure Beaujonc et la Bure Fanny, par ou les berlinnes de charbon étaient treuillées jusque sur le plateau d'Ans, même après la fermeture du puits Fanny. La position de ce plan incliné persiste comme parcelle unique sur le cadastre jusqu'à nos jours (2024).
La société sera également à l'origine en 1909 de la création d'un dispensaire, avec les sociétés de charbonnage de l' Espérance et Bonne-Fortune et de Bonne-Fin et Bâneux
, qui deviendra la Clinique de l'Espérance. En mars 2020, son activité et celles des cliniques Saint-Joseph et Saint-Vincent, ont été transférées à la Clinique CHC MontLégia, nouvel hôpital construit sur le terrain de l'ancien charbonnage de Patience et Beaujonc.

## De nos jours

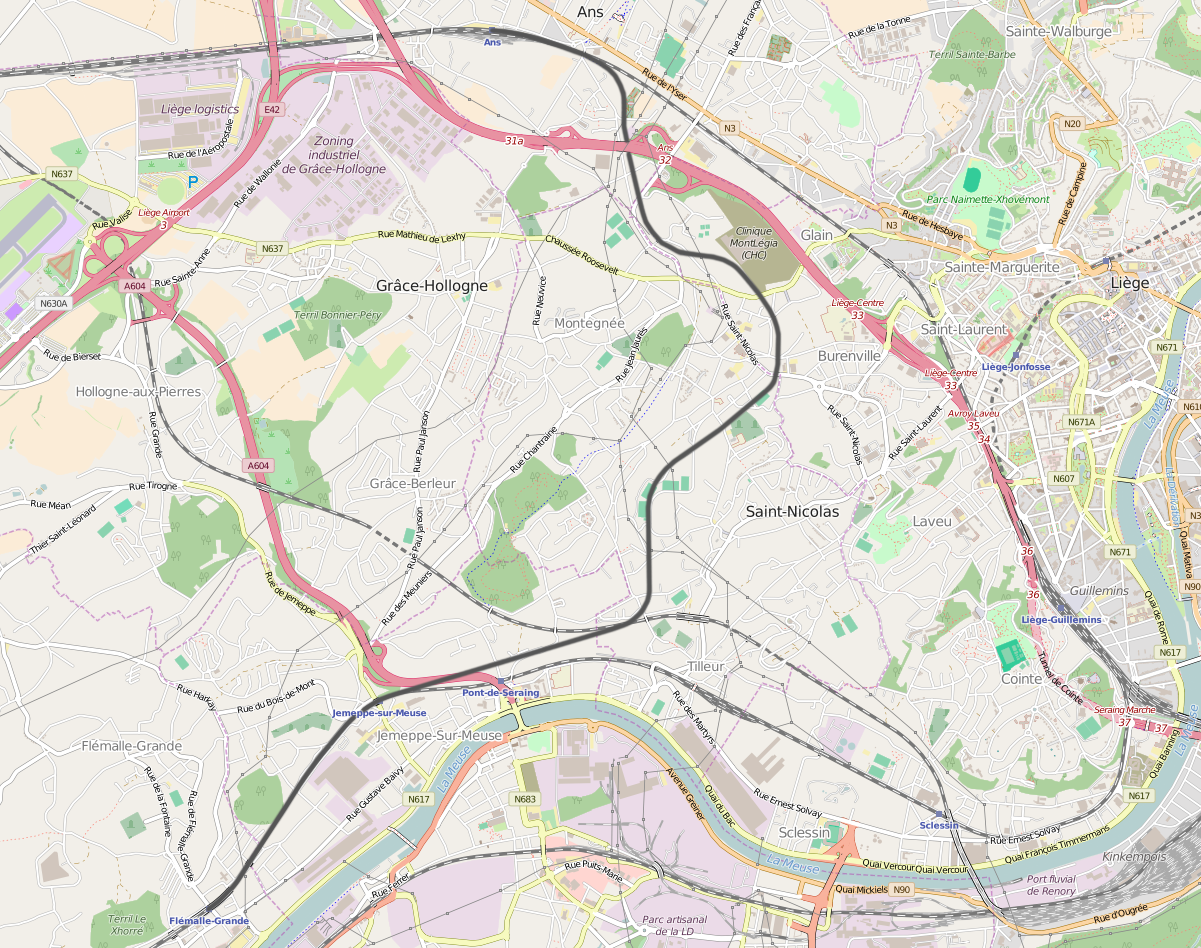
En noir l'ancienne voie de chemin de fer 32. Au nord, aux environs de l'endroit où elle coupe l'actuelle A602, la concession Patience et Beaujonc

Le site originel était encore récemment pour bonne partie en friche et inoccupé. Le nord-est urbanisé de la concession est désormais séparé par l'autoroute A602 et la voie de chemin de fer Liège-Bruxelles (site du plan incliné de la côte d'Ans). Le village de Ster, qui occupait le centre de la concession, a été largement exproprié pour permettre l'extension des terrils et ensuite le remblai de l'autoroute. Dans le prolongement de la Rue Deprez-Houdret à Ans, se trouve un pont sous la ligne de chemin de fer qui constituait le début du Chemin n° 19, plus tard devenu Rue Hubert Goffin qui formait le village de Ster. Les restes de terrils sont devenus une zone semi-naturelle, comportant des sources de la Légia.

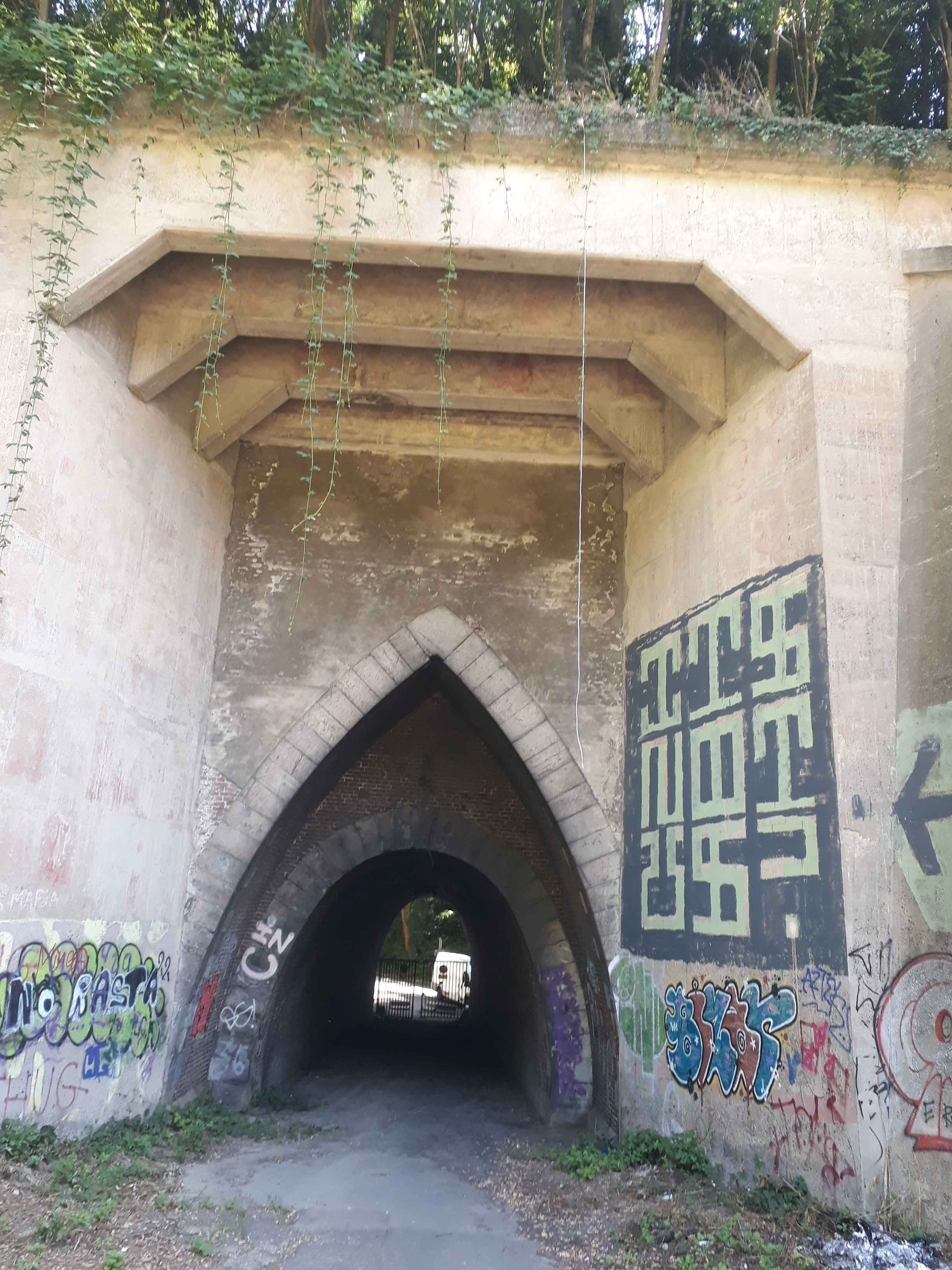
Le pont qui menait du village de Ster (maintenant enseveli) vers Ans

Le siège Fanny se trouvait rue Jean Jaurès, pratiquement au niveau de l'arrivée de Liège-Bastogne-Liège jusqu'en 2018. Il est désormais occupé par des parkings et des surfaces commerciales, et l'assise de l'autoroute A602. Trois "tombes" des puits sont toujours visibles sur les parkings : celle de la fosse Fanny, entre l'entrée du site face à la sortie d'autoroute et un restaurant, et à quelques mètres de là, Mariette 1 et Mariette 2, dans le prolongement de l'entrée du site face à la sortie d'autoroute.
Depuis la paire Fanny, un large tunnel, long de 200 mètres a été établi, en biais, en dessous de l'autoroute A602, pour conserver le tracé du plan incliné vers la paire Beaujonc en contrebas. Le siège Beaujonc ayant fermé en 1969, on a tout de même construit le tunnel, qui n'a donc jamais été utilisé, sauf par les randonneurs  et les sauves-souris.

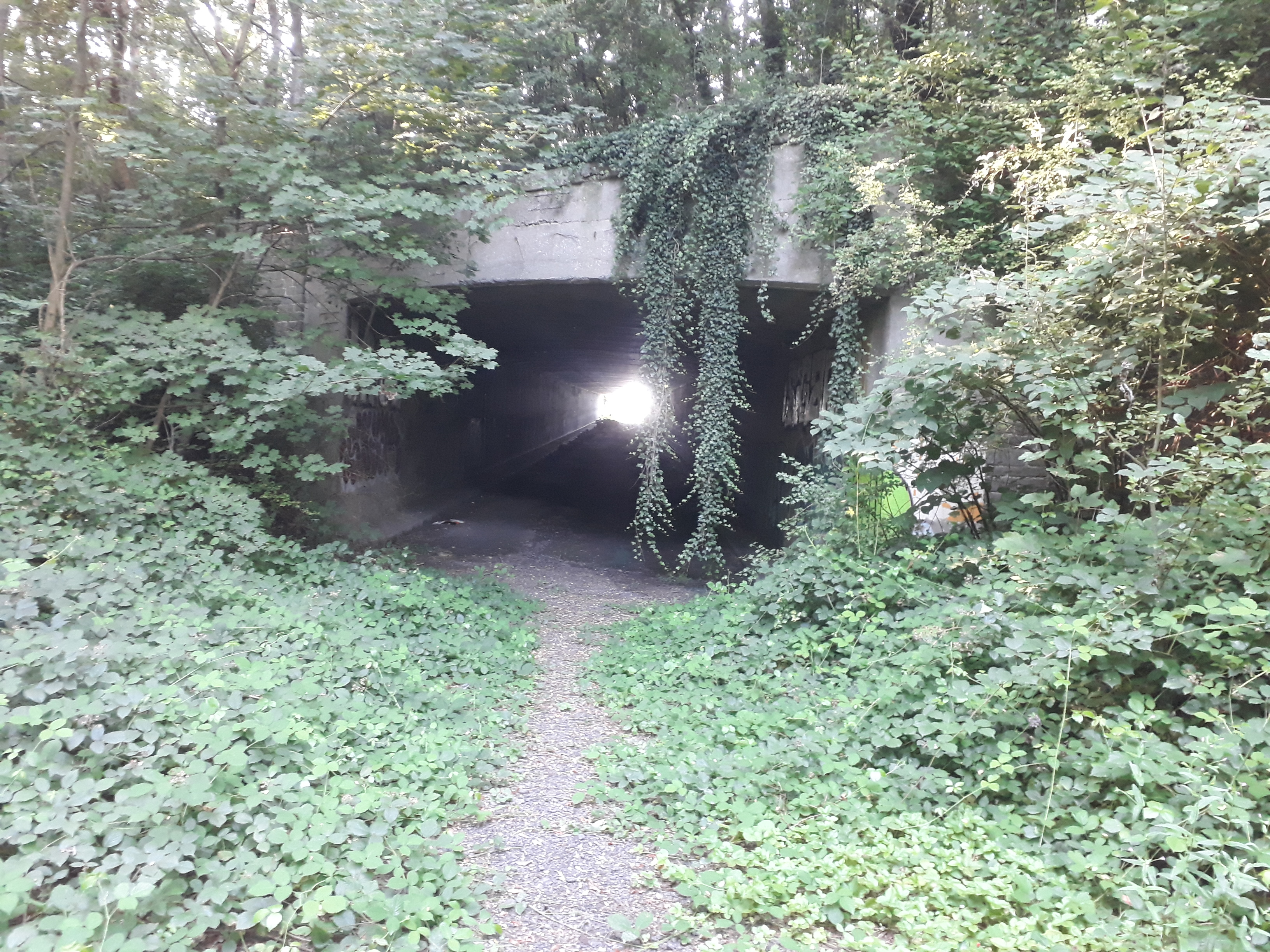
Ce tunnel de 200 mètres de long a été construit lors de la construction de l'autoroute dans les années 1970 pour permettre au charbon de Beaujonc d'être treuillé vers le haut sur un plan incliné. Pendant la construction de l’autoroute, le charbonnage a cessé de fonctionner et le tunnel est resté inutilisé depuis. Le plan incliné forme toujours une seule parcelle cadastrale élongée, depuis la paire Beaujonc jusques et y compris le tunnel.

L'ancien site de la pairedu puits Beaujonc a longtemps été occupé par un terrain de sport (football, hockey, tir à l'arc) à l'extrémité de la rue Hubert Goffin.
Cette ancienne friche, cœur de la concession où se trouvaient les sièges Bure aux Femmes et Beaujonc, a été réhabilitée (2014-2020) avec un projet d’aménagement comprenant
- la clinique CHC MontLégia (du nom du ruisseau Légia qui prend source dans les environs[10]) au centre du terrain, sur la partie la plus élevée
- une zone d'activités économiques du côté de la rue Emile Vandervelde : le LegiaPark
- du logement dans le fonds Hubert Goffin (écoquartier), près de la place des Marronniers et entre la zone d'activités économiques et la rue Emile Vandervelde
- le tout desservi par de nouvelles voiries et un nouvel accès à partir de l’autoroute (construction d’un pont et d’une nouvelle sortie)[11]

Le site fut un temps également convoité par le club de football du Standard de Liège pour la construction d'un nouveau stade. Dernier vestige des anciens sites d'extraction, la cheminée du Bure aux Femmes, qui a accueilli des antennes de relai pour téléphones portables, a été détruite le 26 novembre 2014,. De par la présence de populations de crapaud calamite sur le site, des aménagements écologiques complémentaires ont été réalisés.

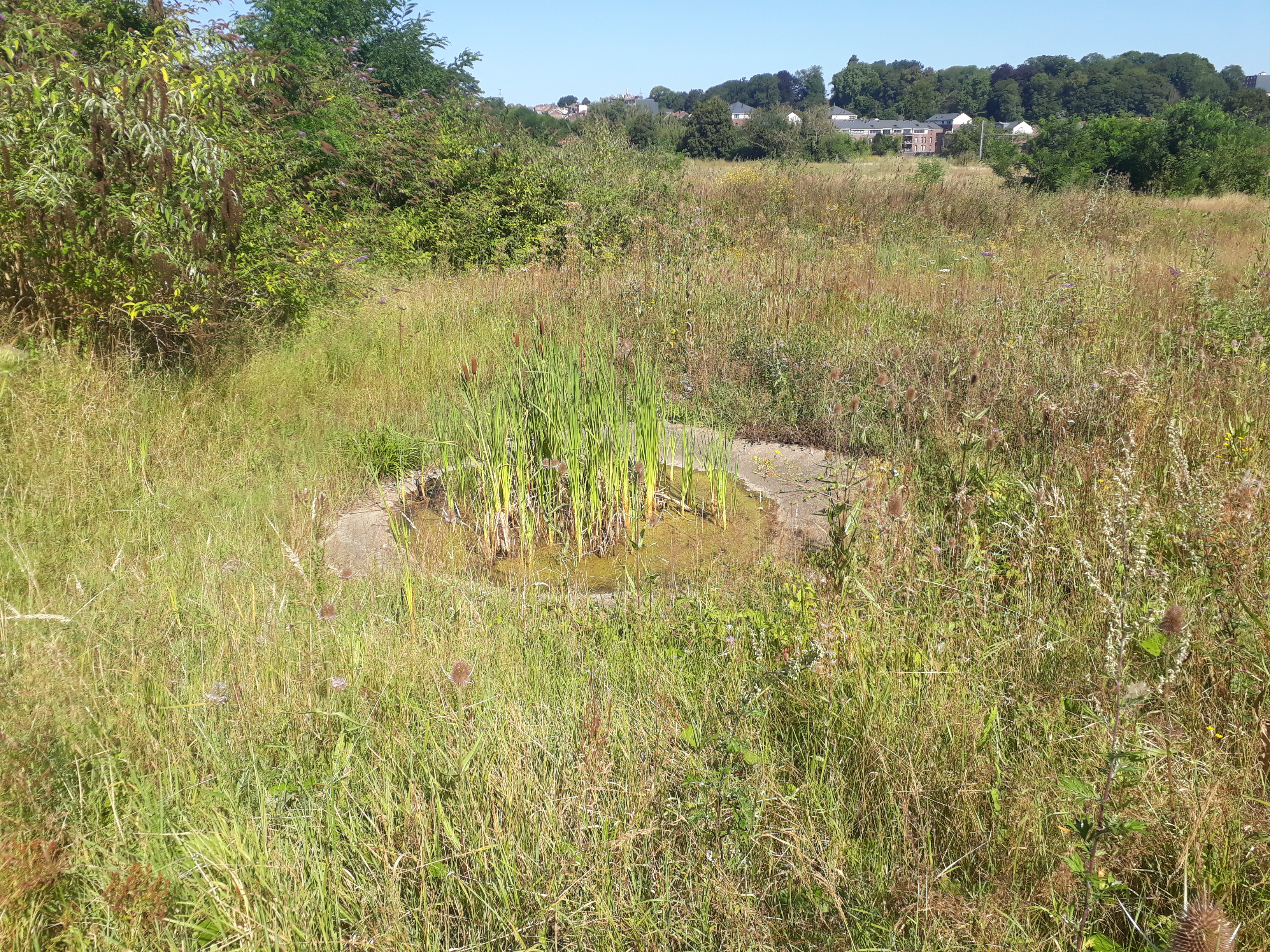
Un des nombreux aménagements pour tenter de sauver la population de crapauds calamites, déplacée depuis le site de l'hôpital vers un versant adjacent

Plusieurs voiries du nouveau complexe hospitalier ont reçu un nom rappelant le passé du site, dont boulevard de Patience et Beaujonc, rue de la Bure aux Femmes et chemin des Berlinnes.
L'ancienne voie de chemin de fer longeant le site à l'ouest a été transformée en voie cycliste et piétonne RAVeL. Celle-ci, ouverte en 1868, permettait de desservir directement des sites Fanny et Bure aux Femmes.
Le bâtiment de l'ancien siège social, en ruine, se trouvait à l'ouest de l'ancien chemin de fer au niveau de l'ancien site Bure aux Femmes, sur la commune de Saint-Nicolas. Il devait également être détruit, ce qui fut fait début 2013.
Une areine peut encore être observée au niveau du talus ferroviaire de la ligne de chemin de fer Liège-Bruxelles. Ses eaux se mélangent avec celles d'une zone de sources de la Légia. Le site marécageux est en voie de rétablissement et leurs eaux pures peuvent être observées dans la Rue Simon Dister ou le ruisseau ajoure sur une courte distance.
La société anonyme elle-même subsista après la fin de l'exploitation charbonnière, pour se reconvertir dans le carton d'emballage sous l'enseigne Pabecar (Patience Beaujonc Cartons) avant d'être intégrée dans le groupe Catala en 1978. L'unité de production Pabecar / Catala-Liège se trouvait toujours sur le site, au sud-est de la concession - 50° 38′ 46″ N, 5° 32′ 21″ E. Le bâtiment accueille désormais une mosquée.

## Géolocalisation approximative des anciens sites d'exploitation[1],[3]
- Siège administratif : 50° 38′ 47″ N, 5° 31′ 55″ E
  - Beaujonc : 50° 38′ 56″ N, 5° 31′ 56″ E[18]
  - Bure aux Femmes : 50° 38′ 47″ N, 5° 32′ 06″ E
  - Fanny : 50° 39′ 15″ N, 5° 31′ 43″ E
  - Loffeld : 50° 39′ 27″ N, 5° 32′ 17″ E[19]
  - Mamonster : 50° 39′ 00″ N, 5° 31′ 50″ E [20]
  - Patience : 50° 39′ 03″ N, 5° 32′ 35″ E
  - Tricnotte : 50° 38′ 53″ N, 5° 32′ 01″ E [21]

## Terrils[22],[23]
- Fanny - 50° 39′ 12″ N, 5° 31′ 44″ E - (disparu)
- Patience-Beaujonc - 50° 38′ 54″ N, 5° 31′ 59″ E - (disparu)

## Sources
- André De Bruyn, Anciennes Houillères de la région liégeoise, Liège, Dricot, 1988, 208 p. (ISBN 2-87095-058-6)
- Claude Gaier, Huit siècles de houillerie liégeoise, histoire des hommes et du charbon à Liège, Liège, Editions du Perron, 1988 (ISBN 2-87114-031-6)
- Province et ville de Liège - Rapport Urbanistique et Environnemental - ZACC « Glain, ancien Charbonnage Patience et Beaujonc » - Volume 3 : Résumé Non Technique, mai 2011.